# Ernesto Ruffo Appel
Ernesto Guillermo Ruffo Appel (San Diego, California; 25 de julio de 1952), es un político mexicano, miembro del Partido Acción Nacional. Es notable por haber sido el primer gobernador de uno de los estados de México militante de un partido político diferente al Partido Revolucionario Institucional (PRI) en 60 años.

## Trayectoria académica y empresarial
Hijo de padres y abuelos mexicanos, Ruffo asistió a la escuela primaria, secundaria y preparatoria en Ensenada, Baja California. Se graduó en el Tecnológico de Monterrey de la carrera de Administración de Empresas, en la que se desempeñó como secretario y presidente de la Asociación de Estudiantes Bajacalifornianos de dicha institución.
Ha sido docente del campus de Ensenada del Centro de Enseñanza Técnica y Superior (CETYS), en las licenciaturas de Administración, Contaduría Pública e Ingeniería Industrial y ha coordinado campañas para obtener becas para estudiantes.
En la iniciativa privada, ha sido presidente de la Asociación Nacional de Productores de Harina y Aceite de Pescado, consejero en la Cámara Nacional de la Industria Pesquera (CANAINPES), así como consejero y secretario de dicha cámara en Ensenada; Jefe de personal, jefe de flota, gerente de operaciones, gerente general y director general de Pesquera Zapata, así como gerente administrativo, consejero, secretario y presidente del Centro Empresarial de Ensenada de 1975 a 1982, y presidente del Consejo Coordinador Empresarial (CCE) de Ensenada en Baja California.

## Trayectoria política
Miembro del Partido Acción Nacional (PAN) desde 1984, fue elegido presidente municipal de Ensenada de 1986 a 1989, y ese mismo año, pidió licencia para contender por la gobernatura de su estado en las Elecciones estatales de Baja California de 1989 en la que obtuvo la victoria con el 47.83% de los votos y se convirtió en el primer gobernador emanado de un partido que no fuera el PRI en la historia moderna de México. Baja California, hasta la fecha, no ha vuelto a tener un gobernador del PRI.
Ha sido miembro del Comité Ejecutivo Nacional de su partido, y consejero estatal y nacional del mismo. Apoyó al presidente de México, Vicente Fox en su candidatura y fue designado Comisionado de la Frontera Norte de la Presidencia de la República bajo su gobierno de 2000 a 2003. De 2006 a 2012 se convirtió en senador suplente en las LX y LXI Legislaturas, pero sin haber tomado protesta.
Del 1 de septiembre de 2012 al 30 de agosto de 2018 fue senador de la República por el estado de Baja California en la LXII Legislatura del Congreso de la Unión de México en la que se desempeña como presidente de la Comisión de Asuntos Fronterizos del Norte, así como integrante de la Comisión de Fomento Económico, la Comisión de Marina, la Comisión de Pesca y Acuacultura y, durante el primer año de la LXII Legislatura, integrante de la Comisión de Agricultura y Ganadería.
Fue aspirante a la candidatura presidencial del PAN y su coalición, sin embargo fue rebasado por Ricardo Anaya Cortés .  
Fue nombrado el 3 de marzo de 2018 como coordinador de defensa del voto en la campaña de Ricardo Anaya Cortés, candidato a la Presidencia de la República de la coalición "Por México al Frente".

### Panistas por México
El 5 de junio de 2013, Ernesto Ruffo, junto a los exgobernadores Carlos Medina Plascencia, Fernando Canales Clariond, Fernando Elizondo Barragán, Francisco Barrio Terrazas y Alberto Cárdenas Jiménez, todos militantes de Acción Nacional, presentaron un movimiento llamado Panistas por México, el cual está integrado por 80 militantes del partido y encabezado por los exgobernadores. Dieron a conocer que en el movimiento está inspirado en la razón ciudadana y que busca el fortalecimiento del partido. También, reprocharon las disputas entre maderistas y corderistas, las cuales señalan, dañan al partido.
Ruffo Appel, Medina Plascencia y el expresidente del partido Luis Felipe Bravo Mena, quien también forma parte del movimiento, habían sido originalmente contemplados para contender por la dirigencia del partido, sin embargo, los dos primeros no aceptaron y el último aceptó sólo si había una candidatura de unidad con otro de los aspirantes por la presidencia del partido, pero no se logró.
Fue por eso que Ruffo Appel consideró invitar a Josefina Vázquez Mota, la excandidata presidencial, a formar parte del grupo y a contender por la dirigencia de Acción Nacional, durante un desayuno el 15 de octubre de 2013. Vázquez Mota dijo que lo consideraría y que dependería de valoraciones personales y familiares.
Sin embargo, el 26 de febrero de 2014, en una rueda de prensa acompañada por Bravo Mena y Medina Plascencia, finalmente se descartó de la candidatura por la presidencia de su partido, a pesar de afirmar ir adelante en las encuestas para la dirigencia, ya que su participación con las condiciones actuales no contribuiría a que regrese a su vocación de escuela cívica y herramienta para construir las ideas y las mejores causas ciudadanas en el partido.
Medina Plascencia comentó que el movimiento no apoyaría a ninguno de los candidatos y que tampoco tendrían uno propio y aprovechó para pedir que respetaran la dignidad del militante.